# Klos (Dibër)
Klos est une municipalité albanaise, appartenant à la préfecture de Dibër. Sa population est de 16 618 habitants en 2011.